# Julia Effertz

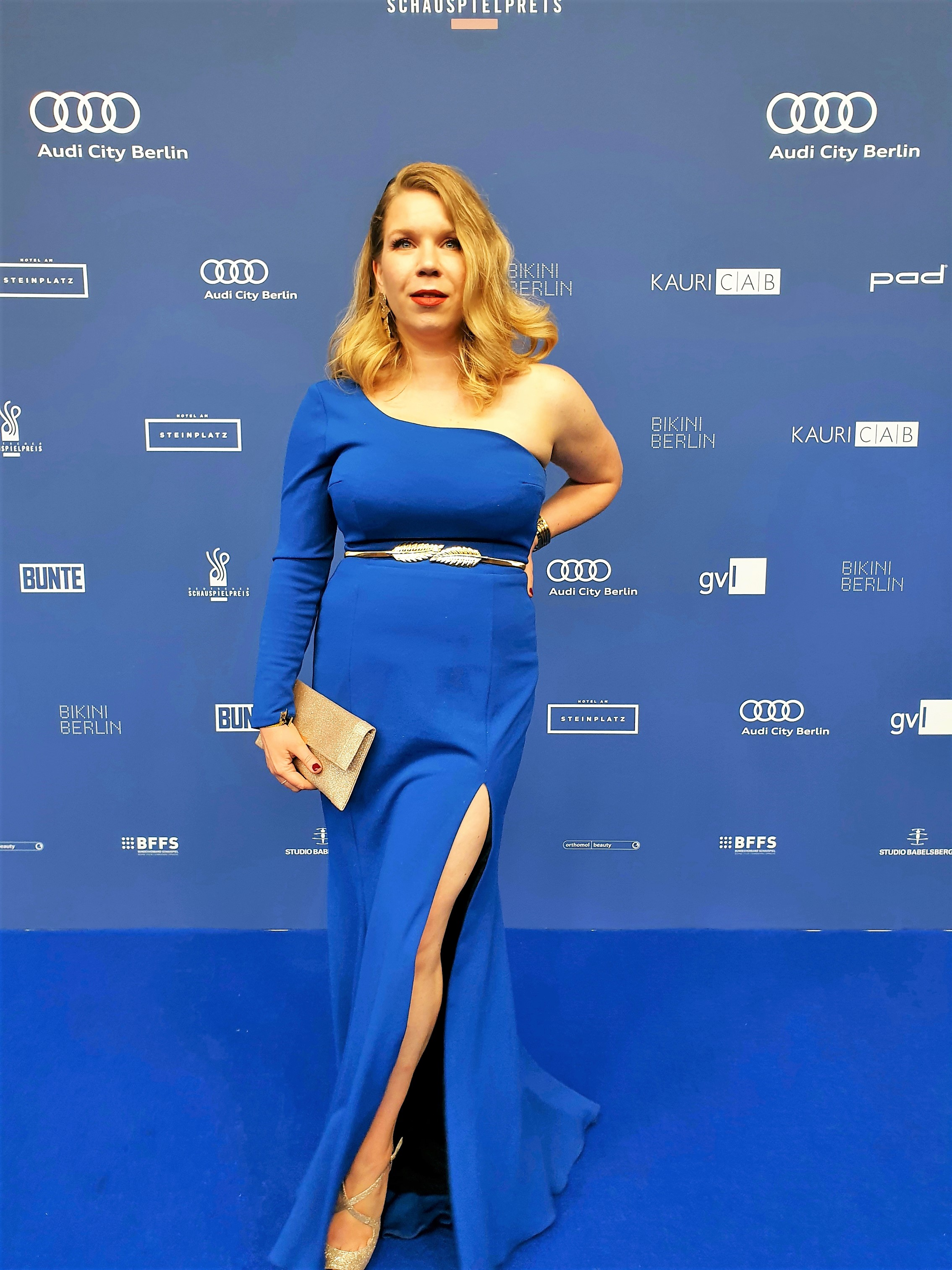
Julia Effertz, 2019

Julia Effertz (* 23. Juli 1980 in Bergisch Gladbach) ist eine deutsche Schauspielerin, Synchronsprecherin und Filmemacherin. Effertz ist eine der ersten deutschen Intimitätskoordinatorinnen.

## Leben
Effertz hat polnische und flämische Wurzeln. Nach dem Abitur studierte sie Sprach- und Literaturwissenschaften in Paris, Montreal, Straßburg und Oxford. 2009 wurde sie zum PhD an der Oxford Brookes University promoviert. Von 2007 bis 2011 wurde sie an der University of Oxford Drama Society ausgebildet und von 2009 bis 2012 am Actors Centre London. 2011 wurde sie als Beste Hauptdarstellerin für den Londoner Theaterpreis „Off West End Award“ nominiert und gab 2013 ihr deutsches TV-Debüt als Tochter von Jürgen Prochnow im ZDF-Herzkino-Film Die Kinder meiner Tochter. 2017 spielte Julia Effertz an der Seite von Kai Wiesinger und Bettina Zimmermann in der Amazon-Prime-Serie Der Lack ist ab, die 2019 den Romy-Akademiepreis gewann. 2018 spielte Julia Effertz an der Seite von Julie Delpy und Richard Armitage im internationalen Kinofilm My Zoe.
Der Kurzspielfilm Blinde Flecken, in dem Effertz die Hauptrolle Donna verkörpert, erhielt das Prädikat „Besonders Wertvoll“ der Deutschen Film- und Medienbewertung und war 2022 bei den Filmfestspielen in Cannes für den „Short Tiger Award“ nominiert.
Neben der Schauspielerei ist Effertz auch als Drehbuchautorin tätig. Ihre Drehbücher wurden u. a. für den Londoner „Funny Women Award“, sowie für das „Black Nights Filmfestival“ in Tallin nominiert.

## Filmographie

### Als Schauspielerin
- 2010: Strings
- 2013: Die Kinder meiner Tochter
- 2015: Mozart in the Jungle
- 2015: The Danish Girl
- 2015: Transparent
- 2016: Monsieur Chocolat
- 2016: Triple 9
- 2017: Absentia
- 2017: Der Lack ist ab
- 2018: SEAL Team
- 2018: Sense8
- 2018: Girl
- 2018: My Zoe
- 2019: 180 km/empty (Kurzfilm, auch Regie, Drehbuch und Produktion)
- 2019: Die Spezialisten – Im Namen der Opfer
- 2020: Freak City
- 2021: SOKO Wismar – Lütte Deern
- 2022: Blinde Flecken
- 2022: Das Netz – Prometheus (Fernsehserie)
- 2024: Der Fall Marianne Voss

### Als Intimitätskoordinatorin
- 2022: Die Kaiserin (Fernsehserie)
- 2023: Am Ende – Die Macht der Kränkung (Fernsehserie)
- 2023: Sam – Ein Sachse (Fernsehserie)
- 2024: Nine Perfect Strangers (Fernsehserie)
- 2025: Cassandra (Fernsehserie)